# Elisabeth Erbstollen
Der Elisabeth Erbstollen ist ein ehemaliger Erbstollen in Benninghofen. Der Stollen war auch unter den Namen Elisabether-Erbstollen oder Elisabeth & Erbstollen bekannt. Der Erbstollen war nur wenige Jahre in Betrieb. Der Elisabether-Erbstollen gehörte zum Märkischen Bergamtsbezirk und dort zum Geschworenenrevier Hörde.

## Geschichte
Am 27. Februar des Jahres 1854 wurde das Erbstollenrecht auf den alten Elisabether Stollen verliehen. Im Anschluss an die Verleihung wurde der Stollen, beginnend ab dem Lichtloch Nr. 4, in südlicher Richtung weiter aufgefahren. Außerdem wurden mehrere Flügelörter in Richtung Westen und Richtung Osten aufgefahren. Die Flügelörter dienten der Lösung von Eisenstein- und Steinkohlenfeldern. Im Jahr 1855 wurde das Feld Nicolaus I  gelöst. Im selben Jahr wurde versuchsweise im Flöz Knappeule abgebaut. Es wurden in diesem Jahr 1027 ⅛ preußische Tonnen Steinkohle abgebaut, es waren sechs Bergleute auf dem Erbstollen beschäftigt. Im August desselben Jahres wurde der Elisabeth Erbstollen stillgelegt. Im Jahr 1857 wurde der Erbstollen an einer Stelle, die 47 ¼ Lachter vom Lichtloch 3 entfernt lag, verstuft. Im Zeitraum von Mai bis November des Jahres 1859 fanden im Wienoldschen Steinbruch Versuchsarbeiten statt. Zweck dieser Versuchsarbeiten war der Aufschluss des Flözes Knappeule.